# 梅木翼
梅木 翼（うめき つばさ、1998年11月24日 - ）は、島根県出雲市出身のプロサッカー選手。Jリーグ・ブラウブリッツ秋田所属。ポジションはフォワード（FW）。

## 来歴

### プロ入り前
サンフレッチェくにびきFC時代までは守備的なポジションでプレーしていたが、立正大淞南高校入学後に監督からフォワードへのコンバートを薦められる。3年生ではプリンスリーグ中国で17得点を挙げ、その年の第95回全国高校サッカー選手権でも活躍が期待されたが、1回戦の正智深谷高校戦で同点弾を記録するも、その後右膝の違和感を覚えて途中交代、試合後に右膝前十字靭帯断裂の診断が下される。
福岡大学入学後もリハビリを続け、1年秋からサッカー部にて本格的に実戦復帰。3年次の2019年には九州大学1部で16得点を決めるなど主力として活動する。

### レノファ山口FC
2020年5月28日、2021年シーズンからのレノファ山口FC加入内定と、2020年シーズンの特別指定選手登録が発表された。夏の2試合とシーズン終盤の3試合に帯同し、先発出場も果たした。

### ベガルタ仙台
2024年6月30日、山口でリーグ1位の空中戦勝率を出して攻撃の起点として躍進を支えていたが、当時勝ち点3差でJ1昇格を争っていた上位のベガルタ仙台からオファーを受けて覚悟の移籍を決断。
2025年3月15日、一般女性と入籍を発表。4月25日、J2リーグ第11節の愛媛FC戦で0-1の状況で後半33分から途中出場。アディショナルタイムに、チームに勝ち点をもたらす移籍後初ゴールを挙げた。
同年7月17日、ブラウブリッツ秋田へ期限付き移籍。

## エピソード
- FW井上健太（大分トリニータ入団）、DF林尚輝（鹿島アントラーズ入団）とは共に2021年にプロ入りを果たした立正大淞南高の同級生で、特に井上とは福岡大も含めた7年間を同じチームで過ごしている[8]。
- ベガルタデビューから出場280分後、17試合目にしてようやく決めた移籍後初ゴールは多くの仙台サポーターに祝福された[9]。

## 所属クラブ
- 出雲南FC
- サンフレッチェくにびきFC
- 2014年 - 2016年 立正大淞南高校
- 2017年 - 2020年 福岡大学
  - 2020年 レノファ山口FC（特別指定選手）
- 2021年 - 2024年6月 レノファ山口FC
- 2024年7月 - ベガルタ仙台
  - 2025年7月 - ブラウブリッツ秋田（期限付き移籍）

## 個人成績
| 国内大会個人成績 | 国内大会個人成績 | 国内大会個人成績 | 国内大会個人成績 | 国内大会個人成績 | 国内大会個人成績 | 国内大会個人成績 | 国内大会個人成績 | 国内大会個人成績 | 国内大会個人成績 | 国内大会個人成績 | 国内大会個人成績 |
| 年度             | クラブ           | 背番号           | リーグ           | リーグ戦         | リーグ戦         | リーグ杯         | リーグ杯         | オープン杯       | オープン杯       | 期間通算         | 期間通算         |
| 年度             | クラブ           | 背番号           | リーグ           | 出場             | 得点             | 出場             | 得点             | 出場             | 得点             | 出場             | 得点             |
| 日本             | 日本             | 日本             | 日本             | リーグ戦         | リーグ戦         | リーグ杯         | リーグ杯         | 天皇杯           | 天皇杯           | 期間通算         | 期間通算         |
| ---------------- | ---------------- | ---------------- | ---------------- | ---------------- | ---------------- | ---------------- | ---------------- | ---------------- | ---------------- | ---------------- | ---------------- |
| 2018             | 福岡大           | 17               | -                | -                | -                | -                | -                | 2                | 0                | 2                | 0                |
| 2020             | 福岡大           | 10               | -                | -                | -                | -                | -                | 2                | 0                | 2                | 0                |
| 2020             | 山口             | 43               | J2               | 5                | 0                | -                | -                | -                | -                | 5                | 0                |
| 2021             | 山口             | 24               | J2               | 25               | 2                | -                | -                | 1                | 1                | 26               | 3                |
| 2022             | 山口             | 49               | J2               | 17               | 3                | -                | -                | 0                | 0                | 17               | 3                |
| 2023             | 山口             | 24               | J2               | 31               | 6                | -                | -                | 1                | 0                | 32               | 6                |
| 2024             | 山口             | 24               | J2               | 18               | 3                | 1                | 0                | 0                | 0                | 19               | 3                |
| 2024             | 仙台             | 15               | J2               | 11               | 0                | -                | -                | -                | -                | 11               | 0                |
| 2025             | 仙台             | 18               | J2               | 12               | 1                | 1                | 0                | 1                | 0                | 14               | 1                |
| 2025             | 秋田             | 90               | J2               |                  |                  | -                | -                | -                | -                |                  |                  |
| 通算             | 日本             | 日本             | J2               | 119              | 15               | 2                | 0                | 3                | 1                | 124              | 16               |
| 通算             | 日本             | 日本             | 他               | -                | -                | -                | -                | 4                | 0                | 4                | 0                |
| 総通算           | 総通算           | 総通算           | 総通算           | 119              | 15               | 2                | 0                | 7                | 1                | 128              | 16               |

- 2020年は特別指定選手
- Jリーグ初出場：2020年7月29日 J2第8節 vsV・ファーレン長崎（維新みらいふスタジアム）
- Jリーグ初得点：2021年5月9日 J2第13節 vsツエーゲン金沢（石川県西部緑地公園陸上競技場）